# Алфианело
Алфианѐло (на италиански: Alfianello, на източноломбардски: Fianèl, Фианел) е село и община в Северна Италия, провинция Бреша, регион Ломбардия. Разположено е на 48 m надморска височина. Населението на общината е 2468 души (към 2013 г.).